# Armando Pereira
Armando Pereira, né le 5 mai 1952 à Vieira do Minho, au Portugal, est un homme d'affaires de nationalités portugaise, française et christophienne. Il est un des trois cofondateurs d’Altice, maison-mère de SFR avec Patrick Drahi dont il détient 20 %. Il détient également 21,71% de la maison de vente aux enchères Sotheby's.
En 2023, sa fortune est estimée à 1,6 milliard d’euros par le magazine Challenges. Il est la première fortune portugaise.

## Biographie

### Jeunesse et carrière
Armando Pereira est né à Vieira do Minho, un village pauvre situé à l'extrême-nord du Portugal. À 11 ans, il abandonne ses études pour travailler dans les champs et aider sa mère qui l’élève seule. Adolescent et avec l’équivalent de 600 euros en poche, il quitte le Portugal et s’enfuit en France. Dans l’hexagone, il vit d’emplois précaires et finit par s’établir à Nancy, où il parfait son français.
En 1985, à 33 ans, il crée sa propre société d'installation télécom, Sogetrel, basée à Thaon-les-Vosges, qui devient l'un des principaux sous-traitants de France Télécom. En 1991, il rencontre Patrick Drahi et devient sous-traitant de ses entreprises dans le câble. Il rejoint Altice en 2002. Patrick Drahi s’occupe de la finance et du marketing tandis qu’Armando Pereira pilote la direction technique et les coûts.
En 2017, il est nommé directeur général délégué de SFR et a pour mission d’accélérer le déploiement de la fibre optique sur le territoire français. 
En 2022, il est à nouveau missionné chez SFR par Patrick Drahi à la suite de l’éviction du précédent PDG, Grégory Rabuel, dans le but de réorganiser la direction de l’entreprise. Pereira licencie trois directeurs de division de l'entreprise au cours des premières semaines de sa mission.

### Vie privée
Pereira vit entre ses résidences de Guilhofrei et Lisbonne, au Portugal, et de Marbella, en Espagne, de Lausanne, en Suisse, et se déplace grâce à son avion privé entre ses différentes propriétés. À l’instar de Patrick Drahi, il demande en 2020 la nationalité de l’île de Nevis en parallèle de ses démarches pour renoncer à sa nationalité française. Il est également pilote amateur de rallye automobile. 
Il est père d’une fille, Gaëlle, née en 1979, qui est mariée à Yossi Benchetrit, ancien directeur des achats d’Altice USA licencié en août 2023 à la suite de l’affaire Altice. Les époux Gaëlle Pereira et Yossi Benchetrit ont fait l’acquisition en 2022 d’un appartement à New York pour 70 millions de dollars (soit 63 millions d’euros). Il s’agit de la vente résidentielle la plus élevée de l'année 2022 sur le marché immobilier new-yorkais.

## Controverses

### Détention d’ERT, sous-traitant de SFR
Selon le journal Le Monde, Armando Pereira a détenu des sociétés prestataires de service de SFR au travers de montages financiers réalisés grâce à des sociétés luxembourgeoises. À la suite de la décision de la Cour d'appel de Nancy en 2014, il a été constaté qu'Armando Pereira avait des liens économiques avec le Luxembourg et était en réalité actionnaire de la société ERT, alors un important prestataire de service de SFR. En 2012, le fisc luxembourgeois a procédé à plusieurs perquisitions dans les locaux des différentes entités liées à ERT. Les perquisitions ont révélé que cette société est détenue et pilotée par Armando Pereira. Afin de prouver qu’ERT n'était pas en situation de fraude grâce à des sociétés écrans, il a été révélé par les avocats d’Armando Pereira qu'ERT est bien détenue et gérée par ce dernier. Une information que l’administration fiscale n’était pas en mesure de prouver à ce moment.

### Gestion de SFR
À la suite de son rachat d'SFR, Patrick Drahi place Armando Pereira à la direction du secteur des achats de l'entreprise dans l'objectif de réduire drastiquement les coûts. Il réalise une opération que Bercy qualifie d'« une rare brutalité [avec des demandes] comminatoires, accompagnées de menaces » envers des centaines de fournisseurs du groupe.
En mai 2018, un vendeur de 26 ans d’une boutique SFR dans les Yvelines aurait refusé à la sœur d'Armando Pereira, alors employée dans une autre boutique SFR des Hauts-de-Seine, de réaliser des photocopies pour deux de ses amies. Après avoir expliqué qu’elle est la sœur d’Armando Pereira, elle menace le vendeur de le faire licencier avant de quitter les lieux. Le vendeur a été mis à pied deux semaines après l’évènement et a ensuite été licencié pour avoir été « irrespectueux envers une collaboratrice de SFR ». La direction de l'opérateur a démenti la version de l'employé et a affirmé que ce dernier a haussé le ton.

### Affaire Altice
En juin 2023, d’après la chaîne CNN Portugal, Armando Pereira est un des suspects impliqués dans une affaire concernant la vente de biens immobiliers qui appartenaient à l'opérateur Portugal Telecom, entretemps racheté par Altice. La justice portugaise s'intéresse à la vente de quatre immeubles pour un montant de 15 millions d'euros, qui aurait lésé l'État portugais et Altice à hauteur de plusieurs millions d'euros.
En juillet 2023, Armando Pereira est arrêté par la justice portugaise pour une affaire de corruption et blanchiment d’argent,. Cette arrestation intervient dans le cadre d'un vaste « coup de filet » mené par les autorités portugaises. Une série de 90 perquisitions a été menée à travers le Portugal, dans les locaux de la filiale portugaise du groupe télécoms et chez ses proches. Une dizaine d'employés et cadres d'Altice sont soupçonnés de s'être enrichis à travers un système de commissions sur des transactions frauduleuses, dont l'État portugais et Altice Portugal auraient été les victimes.
Il s'ensuit, en juillet-août 2023, des démissions ou des licenciements d'une quinzaine de personnes au sein du groupe SFR, dont certaines sont parentes de Armando Pereira, dont Yossi Benchetrit. Par ailleurs, David Benchetrit, père de Yossi, est soupçonné d'avoir fait disparaître de l'argent. Alexandre Fonseca, ancien PDG d'Altice Portugal, s'est retiré, ainsi que Tatiana Agova-Bregou, membre du comex d’Altice France, qui entretenait des relations intimes avec Pereira,.
Patrick Drahi déclare publiquement avoir été « trahi » par Pereira. Cette version des faits est toutefois mise en doute par des journalistes de StreetPress.